# Joseph H. Himes

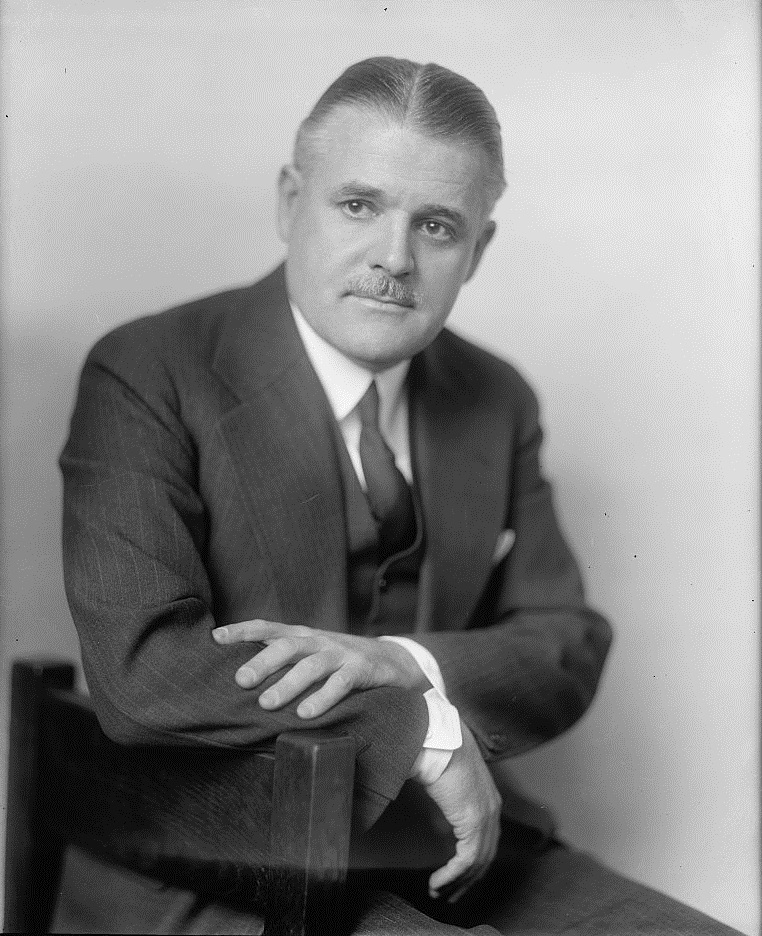
Joseph H. Himes

Joseph Hendrix Himes (* 15. August 1885 in New Oxford, Adams County, Pennsylvania; † 9. September 1960 in Washington, D.C.) war ein US-amerikanischer Politiker. Zwischen 1921 und 1923 vertrat er den Bundesstaat Ohio im US-Repräsentantenhaus.

## Leben
Joseph Himes besuchte die öffentlichen Schulen seiner Heimat, das Gettysburg College und das Pennsylvania State College. Danach arbeitete er in der Stahlindustrie und im Bankgewerbe. Politisch schloss er sich der Republikanischen Partei an. Bei den Kongresswahlen des Jahres 1920 wurde er im 16. Wahlbezirk von Ohio in das US-Repräsentantenhaus in Washington gewählt, wo er am 4. März 1921 die Nachfolge von Roscoe C. McCulloch antrat. Da er im Jahr 1922 nicht bestätigt wurde, konnte er bis zum 3. März 1923 nur eine Legislaturperiode im Kongress absolvieren.
Nach dem Ende seiner Zeit im US-Repräsentantenhaus wurde Himes Gründer, Präsident und Vorstandsvorsitzender der Group Hospitalization, Inc in Washington. Er war sowohl in Washington als auch in New York City, aber auch in anderen Städten in verschiedenen Branchen geschäftlich engagiert. Joseph Himes starb am 9. September 1960 in Washington.